# Jamides rajatus
Jamides rajatus är en fjärilsart som beskrevs av Hans Fruhstorfer 1916. Jamides rajatus ingår i släktet Jamides och familjen juvelvingar. Inga underarter finns listade i Catalogue of Life.